# 1603
Portal Geschichte | Portal Biografien | Aktuelle Ereignisse | Jahreskalender | Tagesartikel

◄ |
16. Jahrhundert |
17. Jahrhundert
| 18. Jahrhundert | ►

◄ |
1570er |
1580er |
1590er |
1600er
| 1610er | 1620er | 1630er | ►

◄◄ |
◄ |
1599 |
1600 |
1601 |
1602 |
1603
| 1604 | 1605 | 1606 | 1607 | ► | ►►
Staatsoberhäupter  · Nekrolog   · Musikjahr
| Januar | Januar | Januar | Januar | Januar | Januar | Januar | Januar |
| Kw     | Mo     | Di     | Mi     | Do     | Fr     | Sa     | So     |
| 1      |        |        | 1      | 2      | 3      | 4      | 5      |
| 2      | 6      | 7      | 8      | 9      | 10     | 11     | 12     |
| 3      | 13     | 14     | 15     | 16     | 17     | 18     | 19     |
| 4      | 20     | 21     | 22     | 23     | 24     | 25     | 26     |
| 5      | 27     | 28     | 29     | 30     | 31     |        |        |
| ------ | ------ | ------ | ------ | ------ | ------ | ------ | ------ |

| Februar | Februar | Februar | Februar | Februar | Februar | Februar | Februar |
| Kw      | Mo      | Di      | Mi      | Do      | Fr      | Sa      | So      |
| 5       |         |         |         |         |         | 1       | 2       |
| 6       | 3       | 4       | 5       | 6       | 7       | 8       | 9       |
| 7       | 10      | 11      | 12      | 13      | 14      | 15      | 16      |
| 8       | 17      | 18      | 19      | 20      | 21      | 22      | 23      |
| 9       | 24      | 25      | 26      | 27      | 28      |         |         |
| ------- | ------- | ------- | ------- | ------- | ------- | ------- | ------- |

| März | März | März | März | März | März | März | März |
| Kw   | Mo   | Di   | Mi   | Do   | Fr   | Sa   | So   |
| 9    |      |      |      |      |      | 1    | 2    |
| 10   | 3    | 4    | 5    | 6    | 7    | 8    | 9    |
| 11   | 10   | 11   | 12   | 13   | 14   | 15   | 16   |
| 12   | 17   | 18   | 19   | 20   | 21   | 22   | 23   |
| 13   | 24   | 25   | 26   | 27   | 28   | 29   | 30   |
| 14   | 31   |      |      |      |      |      |      |
| ---- | ---- | ---- | ---- | ---- | ---- | ---- | ---- |

| April | April | April | April | April | April | April | April |
| Kw    | Mo    | Di    | Mi    | Do    | Fr    | Sa    | So    |
| 14    |       | 1     | 2     | 3     | 4     | 5     | 6     |
| 15    | 7     | 8     | 9     | 10    | 11    | 12    | 13    |
| 16    | 14    | 15    | 16    | 17    | 18    | 19    | 20    |
| 17    | 21    | 22    | 23    | 24    | 25    | 26    | 27    |
| 18    | 28    | 29    | 30    |       |       |       |       |
| ----- | ----- | ----- | ----- | ----- | ----- | ----- | ----- |

| Mai | Mai | Mai | Mai | Mai | Mai | Mai | Mai |
| Kw  | Mo  | Di  | Mi  | Do  | Fr  | Sa  | So  |
| 18  |     |     |     | 1   | 2   | 3   | 4   |
| 19  | 5   | 6   | 7   | 8   | 9   | 10  | 11  |
| 20  | 12  | 13  | 14  | 15  | 16  | 17  | 18  |
| 21  | 19  | 20  | 21  | 22  | 23  | 24  | 25  |
| 22  | 26  | 27  | 28  | 29  | 30  | 31  |     |
| --- | --- | --- | --- | --- | --- | --- | --- |

| Juni | Juni | Juni | Juni | Juni | Juni | Juni | Juni |
| Kw   | Mo   | Di   | Mi   | Do   | Fr   | Sa   | So   |
| 22   |      |      |      |      |      |      | 1    |
| 23   | 2    | 3    | 4    | 5    | 6    | 7    | 8    |
| 24   | 9    | 10   | 11   | 12   | 13   | 14   | 15   |
| 25   | 16   | 17   | 18   | 19   | 20   | 21   | 22   |
| 26   | 23   | 24   | 25   | 26   | 27   | 28   | 29   |
| 27   | 30   |      |      |      |      |      |      |
| ---- | ---- | ---- | ---- | ---- | ---- | ---- | ---- |

| Juli | Juli | Juli | Juli | Juli | Juli | Juli | Juli |
| Kw   | Mo   | Di   | Mi   | Do   | Fr   | Sa   | So   |
| 27   |      | 1    | 2    | 3    | 4    | 5    | 6    |
| 28   | 7    | 8    | 9    | 10   | 11   | 12   | 13   |
| 29   | 14   | 15   | 16   | 17   | 18   | 19   | 20   |
| 30   | 21   | 22   | 23   | 24   | 25   | 26   | 27   |
| 31   | 28   | 29   | 30   | 31   |      |      |      |
| ---- | ---- | ---- | ---- | ---- | ---- | ---- | ---- |

| August | August | August | August | August | August | August | August |
| Kw     | Mo     | Di     | Mi     | Do     | Fr     | Sa     | So     |
| 31     |        |        |        |        | 1      | 2      | 3      |
| 32     | 4      | 5      | 6      | 7      | 8      | 9      | 10     |
| 33     | 11     | 12     | 13     | 14     | 15     | 16     | 17     |
| 34     | 18     | 19     | 20     | 21     | 22     | 23     | 24     |
| 35     | 25     | 26     | 27     | 28     | 29     | 30     | 31     |
| ------ | ------ | ------ | ------ | ------ | ------ | ------ | ------ |

| September | September | September | September | September | September | September | September |
| Kw        | Mo        | Di        | Mi        | Do        | Fr        | Sa        | So        |
| 36        | 1         | 2         | 3         | 4         | 5         | 6         | 7         |
| 37        | 8         | 9         | 10        | 11        | 12        | 13        | 14        |
| 38        | 15        | 16        | 17        | 18        | 19        | 20        | 21        |
| 39        | 22        | 23        | 24        | 25        | 26        | 27        | 28        |
| 40        | 29        | 30        |           |           |           |           |           |
| --------- | --------- | --------- | --------- | --------- | --------- | --------- | --------- |

| Oktober | Oktober | Oktober | Oktober | Oktober | Oktober | Oktober | Oktober |
| Kw      | Mo      | Di      | Mi      | Do      | Fr      | Sa      | So      |
| 40      |         |         | 1       | 2       | 3       | 4       | 5       |
| 41      | 6       | 7       | 8       | 9       | 10      | 11      | 12      |
| 42      | 13      | 14      | 15      | 16      | 17      | 18      | 19      |
| 43      | 20      | 21      | 22      | 23      | 24      | 25      | 26      |
| 44      | 27      | 28      | 29      | 30      | 31      |         |         |
| ------- | ------- | ------- | ------- | ------- | ------- | ------- | ------- |

| November | November | November | November | November | November | November | November |
| Kw       | Mo       | Di       | Mi       | Do       | Fr       | Sa       | So       |
| 44       |          |          |          |          |          | 1        | 2        |
| 45       | 3        | 4        | 5        | 6        | 7        | 8        | 9        |
| 46       | 10       | 11       | 12       | 13       | 14       | 15       | 16       |
| 47       | 17       | 18       | 19       | 20       | 21       | 22       | 23       |
| 48       | 24       | 25       | 26       | 27       | 28       | 29       | 30       |
| -------- | -------- | -------- | -------- | -------- | -------- | -------- | -------- |

| Dezember | Dezember | Dezember | Dezember | Dezember | Dezember | Dezember | Dezember |
| Kw       | Mo       | Di       | Mi       | Do       | Fr       | Sa       | So       |
| 49       | 1        | 2        | 3        | 4        | 5        | 6        | 7        |
| 50       | 8        | 9        | 10       | 11       | 12       | 13       | 14       |
| 51       | 15       | 16       | 17       | 18       | 19       | 20       | 21       |
| 52       | 22       | 23       | 24       | 25       | 26       | 27       | 28       |
| 1        | 29       | 30       | 31       |          |          |          |          |
| -------- | -------- | -------- | -------- | -------- | -------- | -------- | -------- |

| Januar | Januar | Januar | Januar | Januar | Januar | Januar | Januar |
| Kw     | Mo     | Di     | Mi     | Do     | Fr     | Sa     | So     |
| 1      |        |        | 1      | 2      | 3      | 4      | 5      |
| 2      | 6      | 7      | 8      | 9      | 10     | 11     | 12     |
| 3      | 13     | 14     | 15     | 16     | 17     | 18     | 19     |
| 4      | 20     | 21     | 22     | 23     | 24     | 25     | 26     |
| 5      | 27     | 28     | 29     | 30     | 31     |        |        |
| ------ | ------ | ------ | ------ | ------ | ------ | ------ | ------ |

| Februar | Februar | Februar | Februar | Februar | Februar | Februar | Februar |
| Kw      | Mo      | Di      | Mi      | Do      | Fr      | Sa      | So      |
| 5       |         |         |         |         |         | 1       | 2       |
| 6       | 3       | 4       | 5       | 6       | 7       | 8       | 9       |
| 7       | 10      | 11      | 12      | 13      | 14      | 15      | 16      |
| 8       | 17      | 18      | 19      | 20      | 21      | 22      | 23      |
| 9       | 24      | 25      | 26      | 27      | 28      |         |         |
| ------- | ------- | ------- | ------- | ------- | ------- | ------- | ------- |

| März | März | März | März | März | März | März | März |
| Kw   | Mo   | Di   | Mi   | Do   | Fr   | Sa   | So   |
| 9    |      |      |      |      |      | 1    | 2    |
| 10   | 3    | 4    | 5    | 6    | 7    | 8    | 9    |
| 11   | 10   | 11   | 12   | 13   | 14   | 15   | 16   |
| 12   | 17   | 18   | 19   | 20   | 21   | 22   | 23   |
| 13   | 24   | 25   | 26   | 27   | 28   | 29   | 30   |
| 14   | 31   |      |      |      |      |      |      |
| ---- | ---- | ---- | ---- | ---- | ---- | ---- | ---- |

| April | April | April | April | April | April | April | April |
| Kw    | Mo    | Di    | Mi    | Do    | Fr    | Sa    | So    |
| 14    |       | 1     | 2     | 3     | 4     | 5     | 6     |
| 15    | 7     | 8     | 9     | 10    | 11    | 12    | 13    |
| 16    | 14    | 15    | 16    | 17    | 18    | 19    | 20    |
| 17    | 21    | 22    | 23    | 24    | 25    | 26    | 27    |
| 18    | 28    | 29    | 30    |       |       |       |       |
| ----- | ----- | ----- | ----- | ----- | ----- | ----- | ----- |

| Mai | Mai | Mai | Mai | Mai | Mai | Mai | Mai |
| Kw  | Mo  | Di  | Mi  | Do  | Fr  | Sa  | So  |
| 18  |     |     |     | 1   | 2   | 3   | 4   |
| 19  | 5   | 6   | 7   | 8   | 9   | 10  | 11  |
| 20  | 12  | 13  | 14  | 15  | 16  | 17  | 18  |
| 21  | 19  | 20  | 21  | 22  | 23  | 24  | 25  |
| 22  | 26  | 27  | 28  | 29  | 30  | 31  |     |
| --- | --- | --- | --- | --- | --- | --- | --- |

| Juni | Juni | Juni | Juni | Juni | Juni | Juni | Juni |
| Kw   | Mo   | Di   | Mi   | Do   | Fr   | Sa   | So   |
| 22   |      |      |      |      |      |      | 1    |
| 23   | 2    | 3    | 4    | 5    | 6    | 7    | 8    |
| 24   | 9    | 10   | 11   | 12   | 13   | 14   | 15   |
| 25   | 16   | 17   | 18   | 19   | 20   | 21   | 22   |
| 26   | 23   | 24   | 25   | 26   | 27   | 28   | 29   |
| 27   | 30   |      |      |      |      |      |      |
| ---- | ---- | ---- | ---- | ---- | ---- | ---- | ---- |

| Juli | Juli | Juli | Juli | Juli | Juli | Juli | Juli |
| Kw   | Mo   | Di   | Mi   | Do   | Fr   | Sa   | So   |
| 27   |      | 1    | 2    | 3    | 4    | 5    | 6    |
| 28   | 7    | 8    | 9    | 10   | 11   | 12   | 13   |
| 29   | 14   | 15   | 16   | 17   | 18   | 19   | 20   |
| 30   | 21   | 22   | 23   | 24   | 25   | 26   | 27   |
| 31   | 28   | 29   | 30   | 31   |      |      |      |
| ---- | ---- | ---- | ---- | ---- | ---- | ---- | ---- |

| August | August | August | August | August | August | August | August |
| Kw     | Mo     | Di     | Mi     | Do     | Fr     | Sa     | So     |
| 31     |        |        |        |        | 1      | 2      | 3      |
| 32     | 4      | 5      | 6      | 7      | 8      | 9      | 10     |
| 33     | 11     | 12     | 13     | 14     | 15     | 16     | 17     |
| 34     | 18     | 19     | 20     | 21     | 22     | 23     | 24     |
| 35     | 25     | 26     | 27     | 28     | 29     | 30     | 31     |
| ------ | ------ | ------ | ------ | ------ | ------ | ------ | ------ |

| September | September | September | September | September | September | September | September |
| Kw        | Mo        | Di        | Mi        | Do        | Fr        | Sa        | So        |
| 36        | 1         | 2         | 3         | 4         | 5         | 6         | 7         |
| 37        | 8         | 9         | 10        | 11        | 12        | 13        | 14        |
| 38        | 15        | 16        | 17        | 18        | 19        | 20        | 21        |
| 39        | 22        | 23        | 24        | 25        | 26        | 27        | 28        |
| 40        | 29        | 30        |           |           |           |           |           |
| --------- | --------- | --------- | --------- | --------- | --------- | --------- | --------- |

| Oktober | Oktober | Oktober | Oktober | Oktober | Oktober | Oktober | Oktober |
| Kw      | Mo      | Di      | Mi      | Do      | Fr      | Sa      | So      |
| 40      |         |         | 1       | 2       | 3       | 4       | 5       |
| 41      | 6       | 7       | 8       | 9       | 10      | 11      | 12      |
| 42      | 13      | 14      | 15      | 16      | 17      | 18      | 19      |
| 43      | 20      | 21      | 22      | 23      | 24      | 25      | 26      |
| 44      | 27      | 28      | 29      | 30      | 31      |         |         |
| ------- | ------- | ------- | ------- | ------- | ------- | ------- | ------- |

| November | November | November | November | November | November | November | November |
| Kw       | Mo       | Di       | Mi       | Do       | Fr       | Sa       | So       |
| 44       |          |          |          |          |          | 1        | 2        |
| 45       | 3        | 4        | 5        | 6        | 7        | 8        | 9        |
| 46       | 10       | 11       | 12       | 13       | 14       | 15       | 16       |
| 47       | 17       | 18       | 19       | 20       | 21       | 22       | 23       |
| 48       | 24       | 25       | 26       | 27       | 28       | 29       | 30       |
| -------- | -------- | -------- | -------- | -------- | -------- | -------- | -------- |

| Dezember | Dezember | Dezember | Dezember | Dezember | Dezember | Dezember | Dezember |
| Kw       | Mo       | Di       | Mi       | Do       | Fr       | Sa       | So       |
| 49       | 1        | 2        | 3        | 4        | 5        | 6        | 7        |
| 50       | 8        | 9        | 10       | 11       | 12       | 13       | 14       |
| 51       | 15       | 16       | 17       | 18       | 19       | 20       | 21       |
| 52       | 22       | 23       | 24       | 25       | 26       | 27       | 28       |
| 1        | 29       | 30       | 31       |          |          |          |          |
| -------- | -------- | -------- | -------- | -------- | -------- | -------- | -------- |

## Ereignisse

### Politik und Weltgeschehen

#### Europa
- 24. März: Schottlands König Jakob VI. aus dem Haus Stuart wird als Jakob I. auch König von England und Irland, nachdem Königin Elisabeth I. kinderlos gestorben ist. Um die fragile Personalunion zu festigen, proklamiert er den bislang nur geographisch gebrauchten Begriff Großbritannien erstmals als Politikum.
- Husum wird am 20. April das Stadtrecht verliehen.
- Spätsommer: Ambrosio Spinola trifft mit Truppen zur Verstärkung der angreifenden Spanier bei der Belagerung von Ostende im Achtzigjährigen Krieg ein.
- 25. Oktober: Bei Colico in der Lombardei beginnt der Bau der Festung Fuentes, der bis zum 11. Juni 1604 dauert.

#### Osmanisches Reich

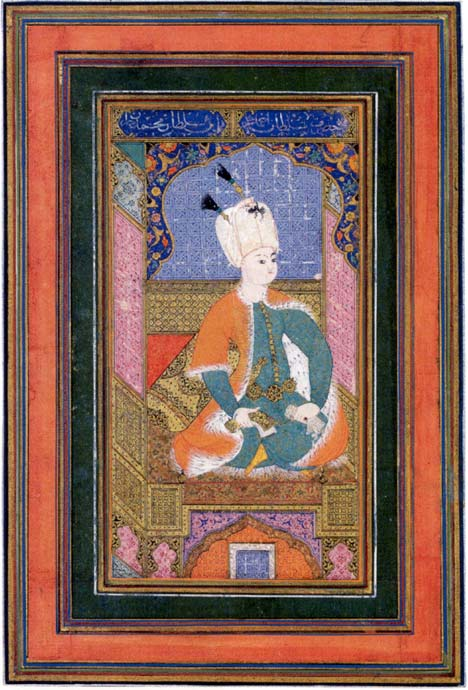
Ahmed I.

- 22. Dezember: Mit Ahmed I. übernimmt nach dem Tod seines Vaters Mehmed III. erstmals ein minderjähriger Sultan die Macht im Osmanischen Reich. Dieser beendet die sogenannte Weiberherrschaft, indem er seine Großmutter Safiye, die bislang die Regentschaft geführt hat, in einem Harem einsperren lässt, folgt jedoch nicht der osmanischen Tradition, direkte Konkurrenten um den Thron, wie seinen Bruder Mustafa ermorden zu lassen.

#### Afrika
Der zweite Versuch der Niederländer, die Stadt Elmina an der Portugiesischen Goldküste zu erobern, scheitert.

#### Amerikanische Kolonien
Frankreich kolonisiert das Gebiet um den Sankt-Lorenz-Strom und nennt es Neufrankreich.

#### Japan
Nachdem er 1600 in der Schlacht von Sekigahara seinen schärfsten Widersacher Ishida Mitsunari besiegt hat, lässt sich Tokugawa Ieyasu vom Tennō den Titel Shōgun verleihen. Damit beginnt das Tokugawa-Shogunat. Diese auch als Edo-Zeit bekannte Periode der Japanischen Geschichte dauert mehr als 200 Jahre und beinhaltet die längste Friedensperiode der Neuzeit weltweit.

#### Weitere Ereignisse in Asien
Naresuan, König des siamesischen Königreiches von Ayutthaya, erringt in einem weiteren Siamesisch-Kambodschanischen Krieg die Oberhoheit über Kambodscha, indem er mit Reachea IV. einen Marionettenkönig auf den kambodschanischen Thron hievt.

### Wirtschaft
- 11. März: Die Freie Reichsstadt Augsburg gründet ein Pfand- und Leihhaus, das gegen Verpfändung wertvoller Habe vorübergehend Menschen in Geldnöten aushilft.

### Wissenschaft und Technik
In Rom wird die Accademia dei Lincei, die erste private Institution zur Förderung der Naturwissenschaften, von dem Adligen Federico Cesi und seinen Freunden Anastasio de Fillis, Francesco Stelluti und Johannes van Heeck gegründet.

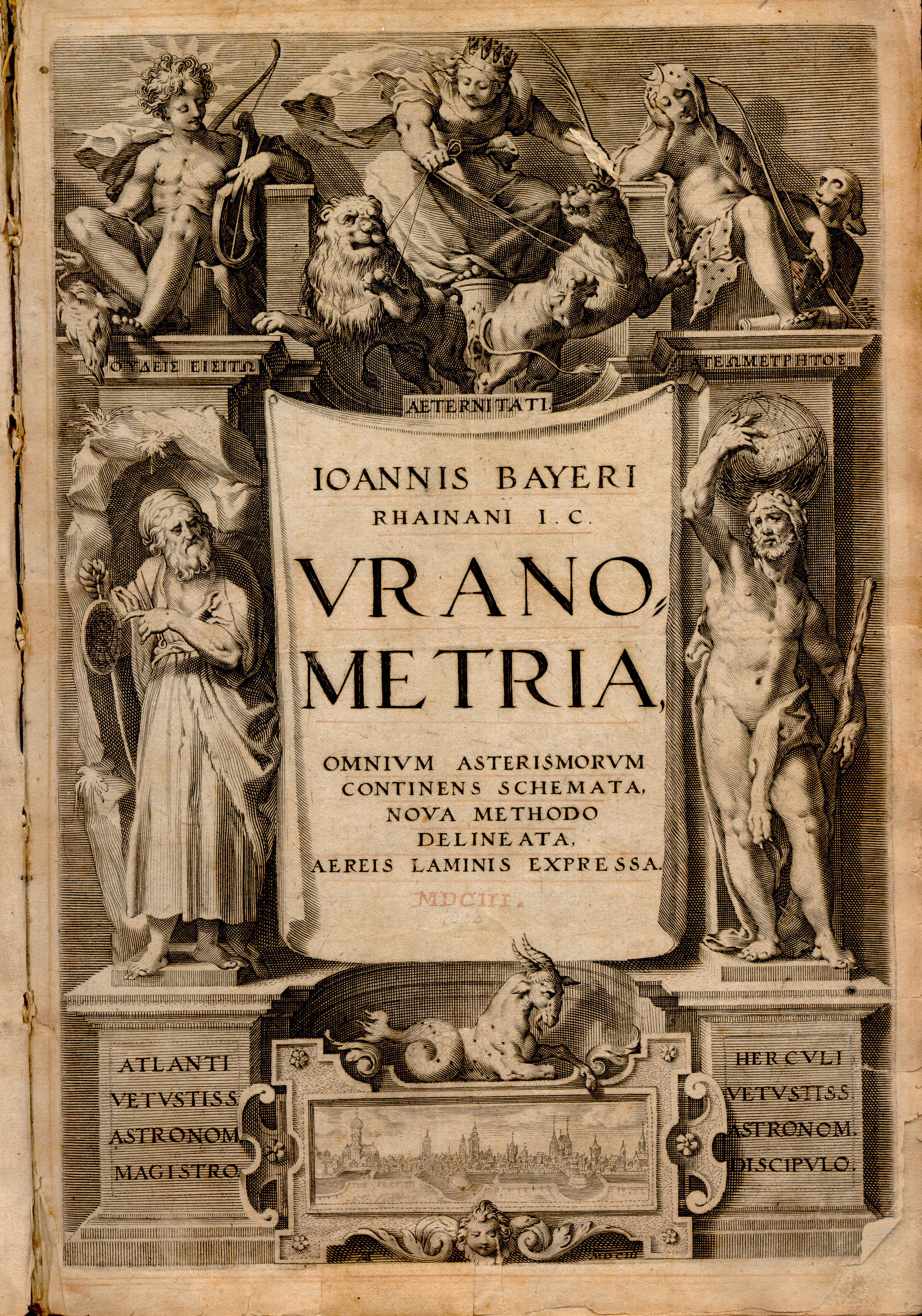
Titelblatt der Uranometria

Johann Bayer gibt in Augsburg die Uranometria heraus, den ersten Sternatlas, der die gesamte Himmelskugel abdeckt. Da das Teleskop noch nicht erfunden ist, enthält der Atlas nur Sterne, die mit bloßem Auge sichtbar sind. In der Uranometria führt Bayer ein System zur Bezeichnung der Sterne mit griechischen und lateinischen Buchstaben ein, die noch heute verwendete Bayer-Bezeichnung.

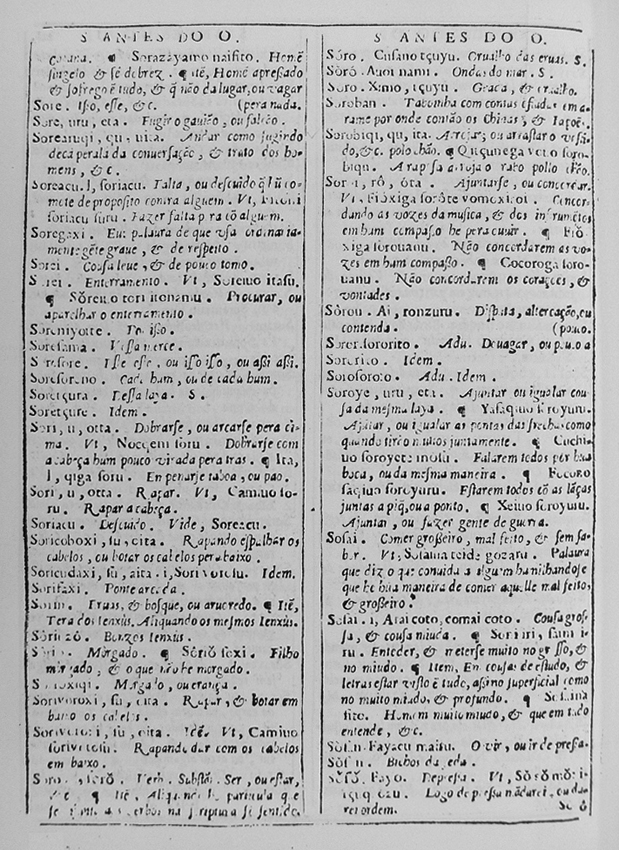
Beispielblatt aus dem Vocabulario da Lingoa de Iapam

Die Jesuiten drucken in Nagasaki das bahnbrechende japanisch-portugiesische Wörterbuch Vocabulario da Lingoa de Iapam. Es umfasst 32 293 Stichwörter, die in lateinischen Lettern transliteriert und gemäß der damaligen portugiesischen Konventionen alphabetisch geordnet sind. Regionale Unterschiede zwischen dem Raum Kyūshū und der Region um Kyōto werden ebenso berücksichtigt wie Unterschiede zwischen der Umgangs- und Schriftsprache. Frauensprache, Kindersprache, Vulgärformen und buddhistische Termini sind ebenfalls als solche gekennzeichnet.
Die Päpstliche Akademie der Wissenschaften wird gegründet.

### Kultur
Der Steuereinzieher Miguel de Cervantes sitzt wegen Veruntreuung von Staatsgeldern im Gefängnis und beginnt dort mit dem Roman El ingenioso hidalgo Don Quixote de la Mancha, der 1605 erscheint.
Genf führt Cé qu’è lainô, in dem die Escalade de Genève besungen wird, als inoffizielle Hymne ein.

### Religion
Im Rahmen der Frankfurter Herbstmesse treffen sich 24 Rabbiner und Vorsteher jüdischer Gemeinden, um eine deutschlandweite Zusammenarbeit zu besprechen. Das Treffen wird später als Frankfurter Rabbinerverschwörung verunglimpft.

## Historische Karten und Ansichten

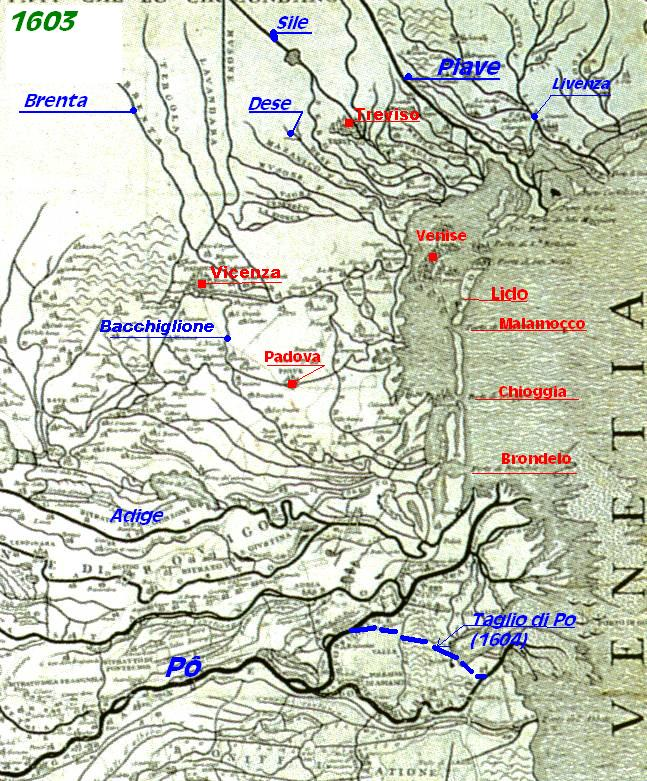
Lagune von Venedig 1603

## Geboren

### Geburtsdatum gesichert
- 01. Januar: Georg Gloger, deutscher Dichter († 1631)
- 19. Januar: Mario Nuzzi, italienischer Maler († 1673)
- 30. Januar: David Denicke, deutscher Jurist und Kirchenlieddichter († 1680)
- 12. Februar: Friedrich Wilhelm II., Herzog von Sachsen-Altenburg († 1669)
- 02. März: Pietro Novelli, sizilianischer Maler († 1647)
- 19. März: Johann von Koppy, Militär im Dreißigjährigen Krieg († 1676)
- 21. März: Hans Friedrich von Knoch, Mitglied der Fruchtbringenden Gesellschaft († 1660)
- 26. März: Abraham Keyser, deutscher Jurist und Diplomat († 1652)
- 19. April: Michel Le Tellier, französischer Staatsmann († 1685)
- 04. Mai: Heinrich Langenbeck, deutscher Politiker in Diensten mehrerer welfischer Herzöge († 1669)
- 19. Juni: Melchior Otto Voit von Salzburg, Fürstbischof von Bamberg († 1653)
- 20. Juni: Margareta Brahe, schwedische Gräfin und Prinzessin von Hessen-Homburg († 1669)
- 30. Juli: Johannes Coccejus, protestantischer Theologe, einer der Hauptvertreter der Föderaltheologie († 1669)
- 15. August: Jacob Tappe, deutscher Mediziner und Professor für Medizin der Universität Helmstedt († 1680)
- 16. August: Adam Olearius, deutscher Schriftsteller und Diplomat († 1671)
- 17. August: Lennart Torstensson, schwedischer Feldmarschall, Reichsrat und Generalgouverneur († 1651)
- 20. Oktober: Simon de Vos, flämischer Maler († 1676)
- 23. Oktober: Hieronymus von Dorne, deutscher Jurist, Orientreisender und Stadthauptmann von Mölln († 1671)
- 10. November: Fasilides, Kaiser von Äthiopien († 1667)
- 10. November: Hermann Mylius von Gnadenfeld, Rat und Gesandter des Grafen von Oldenburg († 1657)
- 19. November: Nicolaus Jarre, Hamburger Bürgermeister und Jurist († 1678)
- 24. November: Johann, Graf von Nassau-Idstein († 1677)
- 07. Dezember: Joachim von der Marwitz, Hofbeamter und Soldat († 1662)
- 13. Dezember: António Luís de Meneses, 1. Marquês de Marialva, einer der bedeutendsten Feldherrn der portugiesischen Restauraçao († 1675)

### Genaues Geburtsdatum unbekannt
- Henri Beaubrun, französischer Maler († 1677)
- Andreas Neunhaber, deutscher Organist († 1663)

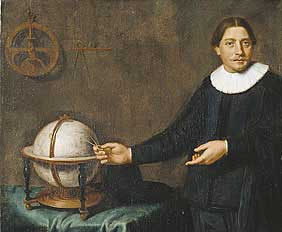
Abel Tasman

- Edward Salwey, englischer Politiker
- Abel Janszoon Tasman, niederländischer Seefahrer († 1659)

## Gestorben

### Erstes Halbjahr
- 000Januar: Hendrick Aerts, flämischer Maler und Zeichner (* zwischen 1565 und 1575)
- 07. Februar: Bartholomäus Sastrow, deutscher Schriftsteller (* 1520)
- 07. Februar: Hermann Wilken, deutscher Humanist und Mathematiker (* 1522)
- 18. Februar: Claude Catherine de Clermont, französische Salonnière (* 1543)
- 23. Februar: Andrea Cesalpino, italienischer Philosoph, Botaniker und Physiologe (* 1519)
- 26. Februar: Maria von Spanien, Kaiserin des Heiligen Römischen Reiches (* 1528)
- 01. März: Hartmann Pistoris, Rechtswissenschaftler und Geheimer Rat der sächsischen Kurfürsten (* 1543)
- 14. März: Ulrich, Herzog zu Mecklenburg und Administrator des Bistums Schwerin (* 1527)
- 17. März: Andreas Schato, deutscher Mathematiker, Physiker und Mediziner (* 1539)

Grabmal Elisabeths I.

- 24. März: Elisabeth I., englische Königin aus der Tudor-Dynastie (* 1533)
- 30. März: Heinrich von Reuschenberg, von 1577 bis zu seinem Tod Landkomtur der Deutschordenskommende Alden Biesen (* 1528)
- 04. April: Ägidius Hunnius der Ältere, deutscher lutherischer Theologe (* 1550)
- 08. April: Valentinus Otho, deutscher Mathematiker (* um 1548)
- 11. April: Christoph Lersner, deutscher Rechtswissenschaftler, Verwaltungsjurist und Hochschullehrer (* 1520)
- 25. April: Gregor von Valencia, spanischer, lange Zeit in Bayern tätiger katholischer Theologe und Jesuit (* 1549)
- 04. Mai: Juraj IV. Zrinski, kroatischer Adliger (* 1549)
- 05. Mai: Stephan Praetorius, deutscher lutherischer Theologe und Erbauungsschriftsteller (* 1536)

### Zweites Halbjahr
- 04. Juli: Philippe de Monte, Komponist des 16. Jahrhunderts (* 1521)
- 25. Juli: Santi di Tito, italienischer Maler und Architekt (* 1536)
- 30. Juli: Conrad von Pappenheim, kaiserlicher Oberst (* 1534)
- 15. August: Guillaume Bucanus, französisch-schweizerischer evangelischer Geistlicher und Hochschullehrer (* unbekannt)
- 18. August: Andreas Ryff, Schweizer Kaufmann und Staatsmann (* 1550)
- 25. August: Ahmad al-Mansur, 5. Sultan der Saadier in Marokko (* 1549)
- 27. August: Petrus Wesenbeck, flämischer Jurist (* 1546)
- 01. September: Barnim X., Herzog von Pommern-Stettin (* 1549)
- 09. September: George Carey, 2. Baron Hunsdon, englischer Adeliger und Förderer des Theaters (* 1548)
- 09. September: Ambrosio Cotes, spanischer Komponist und Kapellmeister (* vor 1550)
- 26. Oktober: Otto II., Herzog von Braunschweig-Harburg (* 1528)
- 12. November: Johann VII., Graf von Oldenburg (* 1540)
- 20. November: Krzysztof Mikołaj Radziwiłł, Magnat und Militärbefehlshaber in Polen-Litauen (* 1547)
- 04. Dezember: Marten de Vos, flämischer Maler (* 1532)
- 08. Dezember: Hans Wolf von Schönberg, kursächsischer Politiker (* 1539)
- 10. Dezember: William Gilbert, englischer Naturforscher und Arzt am Hof von Elisabeth I. (* 1544)
- 22. Dezember: Mehmed III., Sultan des Osmanischen Reiches (* 1566)

### Genaues Todesdatum unbekannt
- Solomon Abenaes, marranischer Geschäftsmann und Diplomat (* um 1520)
- Giulio Cesare Barbetta, italienischer Lautenist und Komponist (* 1540)
- Hieronymus der Jüngere Hrobschitzky von Hrobschitz, böhmischer Adeliger (* vor 1556)
- François Viète, französischer Advokat und „Hobby-Mathematiker“ (* 1540)